# Rotaria macroceros
Rotaria macroceros ist eine Art aus der Gattung Rotaria aus dem Stamm der Rädertiere.

## Beschreibung
Die Tiere werden 250–300 µm groß und besitzen eine glatte Cuticula. Ihr Rüssel ist kurz, der Dorsaltaster relativ lang und beim Schwimmen nach vorne gerichtet.

## Verbreitung
Die Art ist in Moorgräben und Teichen zu finden. Die Tiere bilden ganze Gesellschaften in Detritusnestern.